# 准大臣
准大臣（じゅんだいじん）とは、日本の朝廷において大臣に准ずる待遇のこと。またその待遇を得た者の称号。唐名は儀同三司（ぎどうさんし）。三位以上の公卿に大臣の下・大納言の上の席次を与えて遇することを意味し、本来は文として「大臣に准ず」と読むのが正しい。
平安時代中期の藤原伊周が「大臣の下、大納言の上」の席次を得て自ら「儀同三司」と称したのが初例である。これはあくまで待遇の付与であり、職務・権限を有する官職に任ぜられたのではなかった。これが復活した鎌倉時代には大臣に昇進できるのは原則として摂家・清華家の嫡子・嫡流に限定されるようになっており、大納言に達した庶子や庶流で一定の能力・経歴を有する者でも内大臣以上にはなかなか昇進できなかったことから、准大臣が昇進過程に加えられた。南北朝時代以降は、摂関家・清華家からの准大臣は消滅し、大臣に昇進できない家格である名家・羽林家のうち一部の家を処遇する地位に変質した。

## 沿革

### 藤原伊周と准大臣の起こり
准大臣の初例は藤原伊周である。伊周は藤原道長との政争に敗れたあと、長徳2年（996年）4月に内大臣を罷免されて大宰権帥に左遷されたが、翌年4月には大赦により帰洛した。その後、本位の正三位に復されたのをはじめとして徐々に復権の措置がとられたが、大臣への復帰には障害があった。左大臣には道長、右大臣には藤原顕光、内大臣には藤原公季が在任しており、伊周を大臣に復すにはこのうちの誰かを辞めさせなければならないが、罪もない顕光や公季を解任することはできない。太政大臣は空席だったものの、左大臣道長の上席に伊周を据えるのは論外だった。また大臣以外の官職に任じたのでは内大臣から降格された状態が維持されることになり、これでは復権にはならなかった。
結局、まず寛弘2年（1005年）2月25日に伊周は参内の際には「大臣の下、大納言の上」に着席することとされ、ついで寛弘5年（1008年）1月16日には大臣に准じて封戸1000戸を与えられることで解決がはかられた。
伊周は自らの待遇を儀同三司（ぎどうさんし）と表現した。儀同三司とは、中国の後漢の時代、高級武官や皇帝の外戚などに、三司すなわち三公（太尉・司徒・司空）と等しい待遇を与え「儀、三司に同じくす」と呼んだことに由来する。日本では三公と言えば大臣（太政大臣・左大臣・右大臣、あるいは左大臣・右大臣・内大臣）を指すことから「大臣と同じ待遇」という意味でこのように自称したものである。
しかし伊周が用いた儀同三司はあくまでも自称であり、いわば雅号のようなものだった。同時代の貴族たちは彼を前官に即してもっぱら「帥」「前帥」などと呼んでおり、正史に準ずる史書『日本紀略』にも「前大宰権帥」と書かれている。しかし文芸の世界ではこの儀同三司が好んで用いられた。伊周の母・高階貴子は当時の宮廷歌人で、その作歌「忘れじの行く末までは難ければ 今日を限りの命ともがな」は『小倉百人一首』にも採られているが、彼女のことは「儀同三司母」と表現されている。一方、百人一首にはもうひとつ公卿の母が詠んだ歌が採られているが、こちらは「右大将道綱母」と表現されている。これと同じように高階貴子が「内大臣伊周母」とならなかったのは、百人一首が成立した13世紀前半までの時点で「儀同三司」と呼ばれた人物はこの藤原伊周ただ一人だったためにほかならない。

### 堀川基具と准大臣の復活

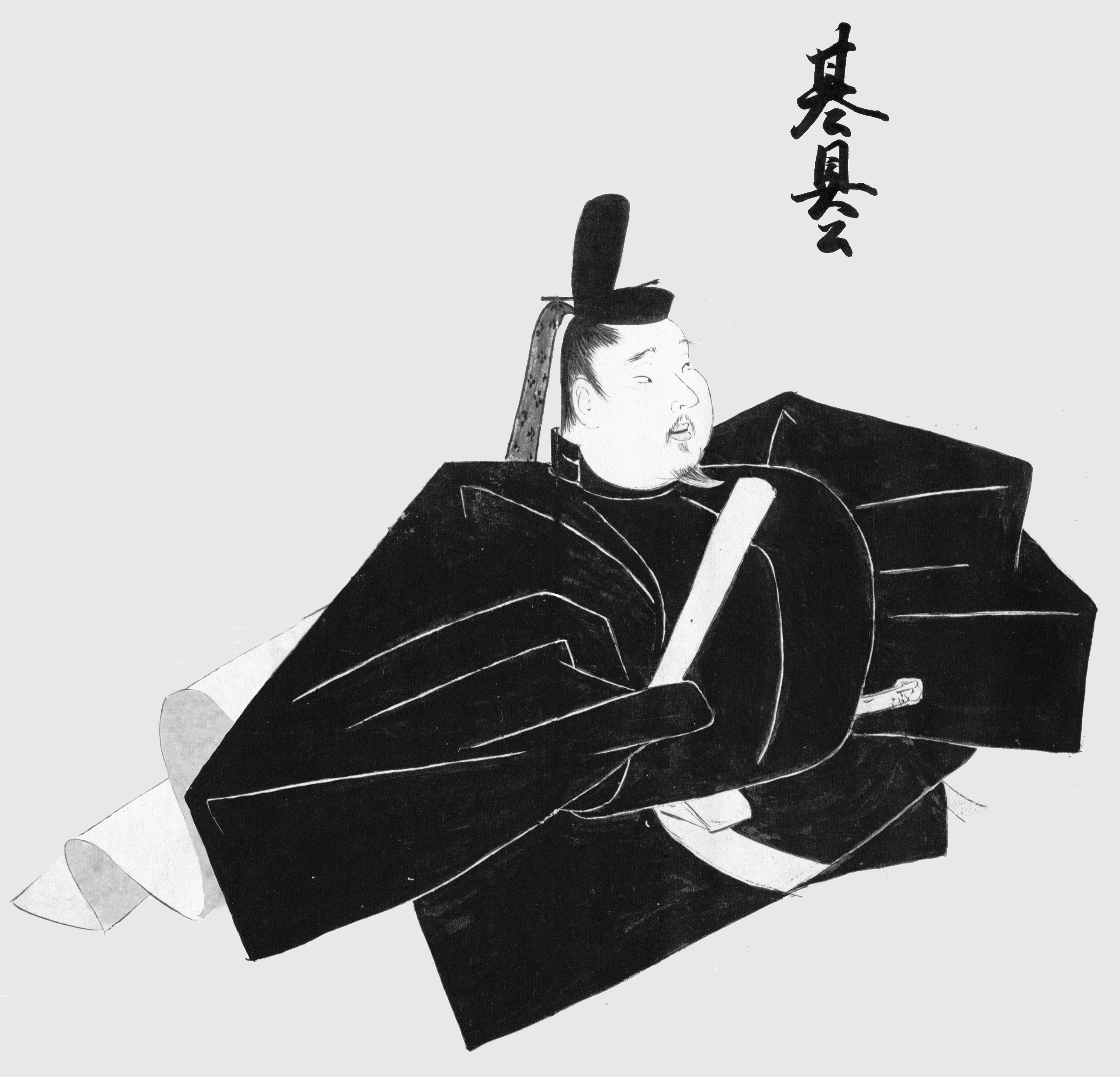
堀川基具像
（三の丸尚蔵館蔵『天子摂関御影』より）

#### 堀川基具の准大臣宣下
寛弘7年（1010年）に藤原伊周が死去したあと、准大臣の待遇は久しく絶えた。これが復活するのは約300年後のことである。堀川基具は弘長元年（1261年）11月に権大納言に任じられて以来、長く大納言の職にあったが、弘安6年12月20日に従一位に叙されるとこれを機に、それから1か月も経たない弘安7年（1284年）1月13日に大納言を辞任した。すると15日には、大臣の下・大納言の上に列して朝参すべき由の宣下を受けた。准大臣の復活である。基具の受けた待遇は伊周の場合とはその状況も内容も異なるものだったが、基具は伊周にならって自らを儀同三司と称した。これ以後、准大臣はひとつの称号と化し、儀同三司は准大臣の唐名となって定着してゆく。
基具は太政大臣になれる家格である清華家の出身であり、文永9年（1272年）8月以降は大納言の首席の位置を占めて、いつ大臣に昇進してもおかしくはない立場にあった。しかしこの間、大臣の地位にはほとんど基具よりも若年の摂関家出身者たちが任じられており、基具に昇進の機会は巡ってこなかった。不遇をかこっていた基具を慰撫するため、長くほこりをかぶっていた准大臣の待遇が復活されたのである。この特別待遇が、天皇側（当時は亀山院の院政）から恩恵として与えられたものか、基具の側から要求して与えられたものかは意見の分かれるところである。
旧儀の突然の復活に周囲は当惑し、混乱や批判がでた。まず准大臣が現職の大臣なのか、それとも単に前大納言なのかが問題になった。これは亀山院の裁定で前大納言という結論に落ち着き、基具は現職者だけが参加できる叙位の擬階奏の儀式からは閉め出されることとなった。ところが当の基具は儀同三司を大臣に准じた官職であるとして儀式から排除されたことを「存外之沙汰」と憤慨していたことが知られている。また基具は書状に「儀同三司」と署名したが、本来は散位なのでただ「一位」と署名すべきだったことから、西園寺公衡はこれを基具が勝手に官職を作ったと非難している。

#### 公家社会の家門確立と昇進経路の変化
准大臣への補任は、大臣になれる資格がありながら空席がないために大臣になれない者を慰撫する目的で運用されたとする和田英松の『官職要解』の解説が長らく通説となっていた。確かに堀川基具は准大臣を足がかりに、正応2年（1289年）8月29日には晴れて太政大臣に昇進している。ところが、問題はその前年に関白二条師忠の左大臣辞任に伴う玉突き人事によって内大臣に空席が生じたのにもかかわらず、後任に任じられたのは基具ではなく、大納言で同門の久我通基だったことである。また、基具の後に准大臣となった者の昇進を見てみると、次の土御門定実は権大納言2名に内大臣昇任で先を越され、さらにその次の中院通頼は3名に大臣昇任で先を越された挙句に自身はとうとう大臣になれずに出家している。つまり通説とは異なり、大臣に空席が生じても准大臣が自動的に大臣に昇進できるわけではなかったのである。
鎌倉時代後期に宣下のあった准大臣のすべてが摂関家庶子か清華家庶流出身者であり、かつその半数以上が堀川基具を出した村上源氏中院流の庶流出身者だった。当時の公家社会では家格の峻別と固定化が進み、嫡子・嫡流を「重代」「譜第」の家柄と位置づけて庶子・庶流との区別を明確にし、嫡子・嫡流に庶子・庶流を統制させて、その昇進にも格差をつけるようになっていった（家門の確立）。その一方で徳政推進の観点から昇進については能力を重視すべきとする意見も論じられた。この矛盾した二つの主張の妥協として導入されたのが准大臣であったと考える説がある。すなわち、摂関家や清華家の嫡子・嫡流であれば大納言の次に大臣の座に空席があれば直ちに大臣に昇進できたが、庶子・庶流は従一位に叙せられて准大臣宣下を受け、さらに相当の時間を経ることでようやく大臣に任じられる、というルール・格差である。これによって「直系」「嫡子」あるいは「重代」「譜代」を円滑に昇進させ、なおかつ有能な「庶子・庶流出身者」の登用を完全には排除しない仕組みが形成されたとする。
いずれにしても、このときの堀川基具に対する待遇が、その後に続く准大臣の先例となった。「准大臣の宣下を受けるための必須の要件」はすなわち従一位であることおよび大納言または権大納言を経ていることの2点である。大納言・権大納言は、ほとんどのケースで現任ではなく前大納言である。准大臣にするために、わざわざ従一位に叙したり大納言を辞任したりした例も少なくない。

#### 准大臣宣下と源氏長者の関係
一方、堀川基具の側からすれば、准大臣宣下は別の意味をもっていた。准大臣になる直前の基具は従一位大納言で源氏長者を兼ねていた。当時の氏長者は現任の一門上首、すなわち一門のうちでもっとも高い地位にある現職者が任じられるのが慣例であり、必ずしも嫡子・嫡流にこだわったものではなかった。しかも当時村上源氏では嫡流の久我家が失脚や内紛などによって一時衰退していたために官位においては不振であり、その結果嫡流の久我通基と庶流の堀川基具・土御門定実が源氏長者の地位を争うかたちとなっていた。結局従一位大納言の堀川基具が一門上首として源氏長者になったが、久我家の再興に燃える久我通基が村上源氏の嫡流として官位において急激な昇進を遂げると、基具の一門上首は一転して脅かされることになった。そもそも堀川基具は大納言首位となって以来11年にわたって昇進を止められていた。そうした中で基具があえて大納言を辞めて准大臣宣下を受けたのはなぜかと考えるならば、基具は准大臣となることで引き続き一門上首であり続けることを期待していたためと推論せざるを得ない。基具が「准大臣は大納言の前官礼遇」とする亀山院の裁定をものともせず、それを「存外之沙汰」として一顧だにせぬかのごとく振る舞い続けたのには、こうした背景があったのである。実際に、基具は大納言を辞めた後も源氏長者であり続けた。これはとりもなおさず准大臣が大臣に准じた現任の官職であるという解釈のもと、基具の一門上首が維持されたためだと考えることができる。

### 准大臣の定着と変質

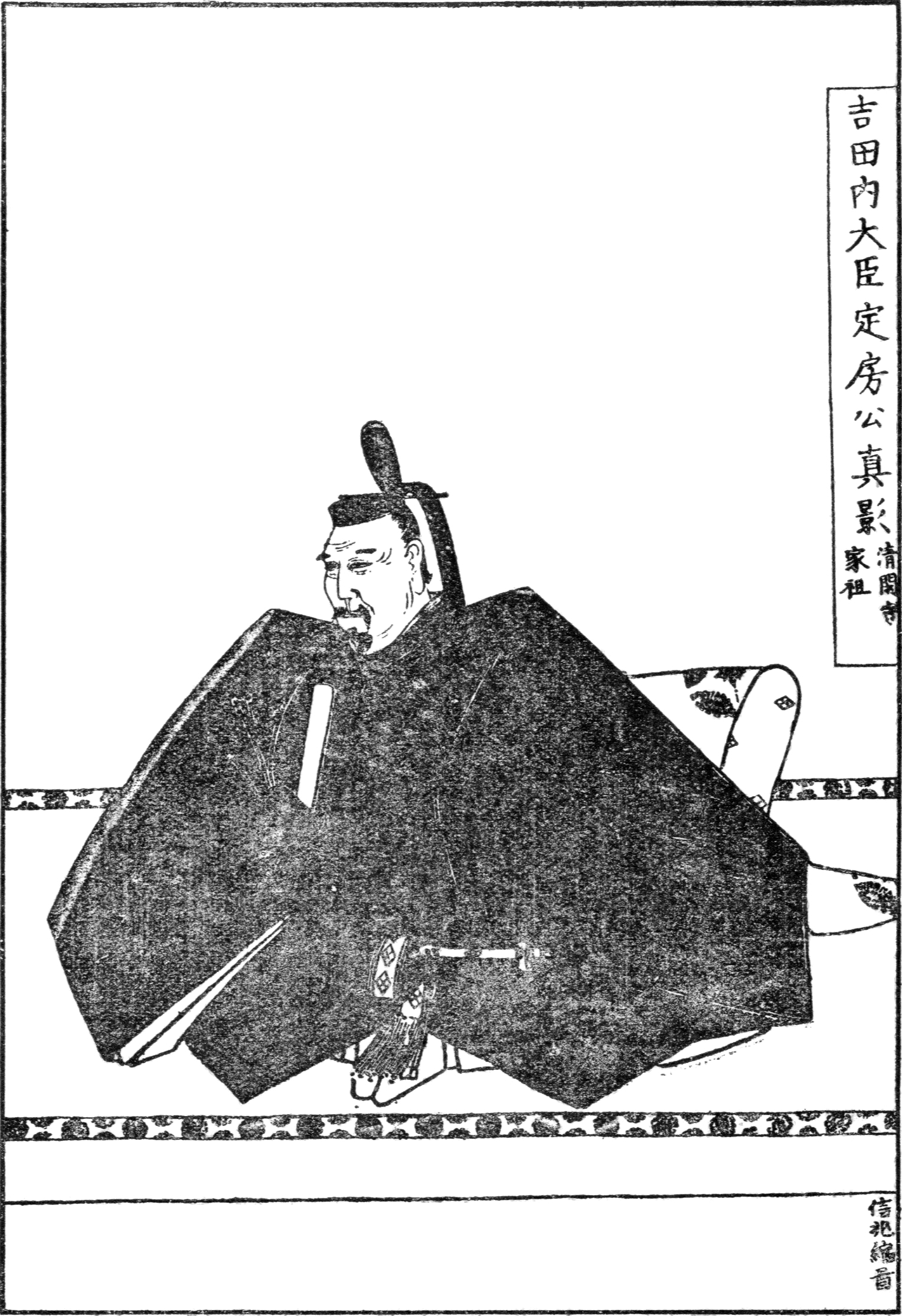
吉田定房像
（栗原信充 『玉石雑誌』より）

南北朝時代になると、准大臣の宣下の目的が大きく変化する。本来なら大臣になる資格のない名家出身者を特別に優遇するために用いられることになったのである。
その初例は後醍醐天皇の時に股肱の老臣吉田定房に行われたものである。定房は元亨3年（1323年）に権大納言を辞していたが、元徳2年（1330年）1月13日になって名家出身者で初めて従一位に叙せられた。その後、元弘の乱に伴う後醍醐天皇の廃位と復位を経て、建武元年（1334年）6月26日、従一位前権大納言吉田定房に准大臣の宣下があった。さらに後醍醐は同年9月9日には定房を内大臣に昇進させている。この人事は当時強い批判を受け、その後定房とともに南朝に仕えた北畠親房の『職原鈔』のなかでも批判的に記されている。
准大臣宣下の対象はその後同列の羽林家出身者にも広げられるが、やはり名家出身者が大多数を占めるようになり、逆に摂関家・清華家から准大臣が出る例は跡を絶った。おそらく唯一の例外として、大臣家の家格である中院通淳（当時正二位前権大納言）が危篤に陥ったため、宝徳3年（1454年）11月19日に従一位に昇進したうえで准大臣宣下を受けた例がある。通淳は9日後の28日に死去した。
その後も名家・羽林家出身の中で大臣に進む者もいたが、あくまでも例外的なものであり、家の先例としては主張できない性質のものだった。従一位に叙されて准大臣宣下を受けることが、名家・羽林家にとって現実的な極官としてみなされるようになる。このため、死去や出家の直前にこれまでの功労に報いる意味で准大臣宣下が行われる例も増加していった。また、名家・羽林家とひとくくりにされてはいるが、現実には家ごとに到達できる官職・位階、昇進のコースやスピードが細分化されてそれぞれ定められており、家によっては中納言や参議までしか到達できない家もあった。このような家には当然准大臣となる道は閉ざされている。幕末に五摂家のひとつ一条家に侍として仕えた下橋敬長は、准大臣になれる家は、中山家・松木家・園家・広橋家くらいのものだったと大正時代になってから回顧している。もちろん、実際には、准大臣を出した家はさらに多いが、名家・羽林家であれば誰でも准大臣になれたわけではなかったことにかわりはない。
なお、准大臣は官職ではないため「公卿補任」などの史料にも必ずしも網羅されておらず、宣下を受けた者の全容は容易に知りがたい。
武家官位の枠内での准大臣は、江戸幕府第11代将軍徳川家斉の実父治済が唯一の例である。

## 准大臣と知太政官事の混同
中世の故実書である『職原鈔』『官職難儀』などでは、知太政官事を准大臣と同じものとして扱っている。しかし、准大臣があくまで参内の際の席次の待遇とそれを表す称号に過ぎないのに対し、知太政官事は令外官とはいえれっきとした官職であり、しかも太政官の総裁として皇族のみが就任した重職であって、両者はまったく異質で別個のものである。このような混同が生じたのは、『延喜式』で知太政官事の季禄が右大臣に准ずるものと規定されていたこと、『公卿補任』において、天平年間に知太政官事であった鈴鹿王が右大臣橘諸兄の下の位置に記載されていることなどからきた誤解である。

## 准大臣の一覧
表中、明治4年以前の日付はいずれも旧暦。死亡年月日に添えた括弧内の数字は享年を表す。また、没後に准大臣を追贈された者も末尾に添えた。
| 准大臣                                              | 家格     | 宣下時の官位                    | 宣下日とその後の動向                                                           | 宣下時の天皇 | 備考                                                                  |  |
| --------------------------------------------------- | -------- | ------------------------------- | ------------------------------------------------------------------------------ | ------------ | --------------------------------------------------------------------- |  |
| ふじわらの これちか 藤原 伊周                       | 摂家     | 従二位 前大宰権帥               | 寛弘5年（1008年）1月16日 准大臣宣下 - 寛弘7年（1010年）1月28日 死去 （37）     | 一条天皇     | - 内覧・内大臣 - 摂政関白藤原道隆の嫡子                               |  |
| ほりかわ もととも 堀川 基具                         | 清華家   | 従一位 前大納言                 | 弘安7年（1284年）3月1日 准大臣宣下 - 永仁5年（1297年）5月10日 死去 （66）      | 後宇多天皇   | - 淳和奨学両院別当                                                    |  |
| つちみかど さだざね 土御門 定実                     | 清華家   | 従一位 前大納言                 | 正応5年（1292年）8月14日 准大臣宣下 - 嘉元4年（1306年）3月30日 死去 （66）     | 伏見天皇     | - 淳和奨学両院別当                                                    |  |
| なかのいん みちより 中院 通頼                       | 大臣家   | 従一位 前権大納言               | 永仁5年（1297年）10月16日 准大臣宣下 - 正和元年（1312年）8月8日 死去 （71）    | 伏見天皇     | - 奨学院別当                                                          |  |
| いちじょう さねいえ 一条 実家                       | 摂家庶子 | 従一位 前権大納言               | 嘉元3年（1305年）12月8日 准大臣宣下 - 正和3年（1314年）5月28日 死去 （65）     | 後二条天皇   | - 摂政関白一条実経の庶子                                              |  |
| このえ かねのり 近衛 兼教                           | 摂家庶子 | 従一位 前権大納言               | 延慶3年（1310年）4月28日 准大臣宣下 - 延元元年（1336年）9月2日 死去 （70）     | 花園天皇     | - 関白近衛基平の庶子                                                  |  |
| きたばたけ ちかふさ 北畠 親房                       | 清華家   | 入道 正二位 前大納言            | 元弘2年（1332年）？ 准大臣宣下 - 正平9年（1354年）4月17日 死去 （62）          | 後醍醐天皇   | - 淳和奨学両院別当 - 出家後の宣下                                     |  |
| よしだ さだふさ 吉田 定房                           | 名家     | 従一位 前権大納言               | 建武元年（1334年）6月26日 准大臣宣下 - 延元3年（1338年）1月23日 死去 （65）    | 後醍醐天皇   |                                                                       |  |
| なかのいん ともみつ 中院 具光                       | 羽林家   | 従一位 前権大納言？             | 准大臣宣下日不詳 - 元中3年（1386年）2月以降 死去 （不詳）                      | 不詳         | 長慶天皇？ - 南朝による宣下 - 出家後の宣下か - 中院義定とするのは誤り |  |
| かでのこうじ かねつな 勘解由小路 兼綱 （広橋 兼綱） | 名家     | 従一位 前権大納言               | 永徳元年（1381年）9月4日 准大臣宣下 - 永徳元年（1381年）9月26日 死去 （67）    | 後円融天皇   | - 北朝による宣下                                                      |  |
| さんじょう さねとし 三条 実音 （正親町三条 実音）   | 大臣家   | 従一位 大宰権帥 前権大納言      | 永徳2年（1382年）4月8日 准大臣宣下 - 至徳3年（1386年）2月16日 死去 （67）      | 後円融天皇   | - 北朝による宣下                                                      |  |
| までのこうじ なかふさ 万里小路 仲房                 | 名家     | 従一位 前権大納言               | 永徳2年（1382年）4月19日 准大臣宣下 - 嘉慶2年（1388年）6月2日 死去 （66）      | 後小松天皇   | - 北朝による宣下                                                      |  |
| よつつじ よしなり 四辻 善成                         | 賜姓王氏 | 従一位 前権大納言               | 嘉慶元年（1387年）12月8日 准大臣宣下 - 応永9年（1402年）9月3日 死去 （77）     | 後小松天皇   | - 北朝による宣下 - 四辻宮第3代 善成王 - 順徳天皇の曾孫                |  |
| ひろはし かねのぶ 広橋 兼宣                         | 名家     | 従一位 前大納言                 | 応永32年（1425年）4月27日 准大臣宣下 - 永享元年（1429年）9月14日 死去 （53）   | 称光天皇     |                                                                       |  |
| ひの すけのり 日野 資教                             | 名家     | 入道 従一位 前権大納言          | 応永32年（1425年）4月27日 准大臣宣下 - 正長元年（1428年）4月29日 死去 （73）   | 称光天皇     | - 出家後の宣下                                                        |  |
| ひのにし すけくに 日野西 資国                       | 名家     | 入道 正三位 前権大納言          | 応永35年（1425年）3月25日准大臣宣下 - 同日死去 （64）                          | 称光天皇     | - 出家後の宣下                                                        |  |
| なかのいん みちあつ 中院 通淳                       | 大臣家   | 従一位 前権大納言               | 宝徳3年（1451年）11月19日 准大臣宣下 - 宝徳3年（1451年）11月28日 死去 （54）   | 後花園天皇   | - 淳和院別当                                                          |  |
| からすまる すけとう 烏丸 資任                       | 名家     | 従一位 前権大納言               | 長禄3年（1459年）3月12日 准大臣宣下 - 文明14年（1482年）12月16日 死去 （66）   | 後花園天皇   |                                                                       |  |
| までのこうじ ふゆふさ 万里小路 冬房                 | 名家     | 正二位 → 従一位 前権大納言      | 応仁元年（1467年）9月20日 准大臣宣下 - 文明7年（1475年）11月22日 捨身 (53）    | 後土御門天皇 |                                                                       |  |
| ひろはし つなみつ 広橋 綱光                         | 名家     | 従一位 前権大納言               | 文明9年（1477年）閏1月5日 准大臣宣下 - 文明9年（1477年）2月14日 死去 （47）    | 後土御門天皇 |                                                                       |  |
| かじゅうじ のりひで 勧修寺 教秀                     | 名家     | 正二位 → 従一位 前権大納言      | 明応5年（1496年）6月5日 准大臣宣下 - 明応5年（1496年）7月11日 死去 （71）      | 後土御門天皇 | - 後土御門天皇の岳父                                                  |  |
| まつのき むねつな 松木 宗綱                         | 羽林家   | 正二位 → 従一位 前権大納言      | 永正15年（1518年）8月24日 准大臣宣下 - 大永5年（1525年）8月2日 死去 （81）     | 後柏原天皇   |                                                                       |  |
| ひろはし もりみつ 広橋 守光                         | 名家     | 正二位 → 従一位 前権大納言      | 大永6年（1526年）4月1日 准大臣宣下 - 同日死去 （56）                           | 後柏原天皇   |                                                                       |  |
| かじゅうじ ただとよ 勧修寺 尹豊                     | 名家     | 従一位 前権大納言               | 元亀3年（1572年）1月30日 准大臣宣下 - 文禄3年（1594年）2月1日 死去 （92）      | 正親町天皇   |                                                                       |  |
| なかやま たかちか 中山 孝親                         | 羽林家   | 正二位 → 従一位 前権大納言      | 天正6年（1578年）1月13日 准大臣宣下 - 天正6年（1578年）1月16日 死去 （67）     | 正親町天皇   |                                                                       |  |
| からすまる みつやす 烏丸 光康                       | 名家     | 正二位 → 従一位 前権大納言      | 天正7年（1579年）4月27日 准大臣宣下 - 同日死去 （67）                          | 正親町天皇   |                                                                       |  |
| かじゅうじ はるとよ 勧修寺 晴豊                     | 名家     | 従一位 権大納言                 | 慶長6年（1601年）1月11日 准大臣宣下 - 慶長7年（1602年）12月8日 死去 （60）     | 後陽成天皇   | - 後陽成天皇の外伯父                                                  |  |
| からすまる みつのぶ 烏丸 光宣                       | 名家     | 正二位 → 従一位 前権大納言      | 慶長16年（1611年）11月17日 准大臣宣下 - 慶長16年（1611年）11月21日 死去 （63） | 後水尾天皇   |                                                                       |  |
| ひろはし かねかた 広橋 兼賢                         | 名家     | 従一位 前権大納言               | 寛文元年（1661年）12月24日 准大臣宣下 - 寛文9年（1669年）5月26日 死去 （75）   | 後西天皇     |                                                                       |  |
| その もとよし 園 基福                               | 羽林家   | 正二位 → 従一位 前権大納言      | 貞享3年（1686年）5月16日 准大臣宣下 - 元禄12年（1699年）11月10日 死去 （78）   | 霊元天皇     | - 霊元天皇の外伯父                                                    |  |
| まつのき むねあき 松木 宗顕                         | 羽林家   | 正二位 → 従一位 前権大納言      | 正徳5年（1715年）12月28日 准大臣宣下 - 享保13年（1728年）4月28日 死去 （71）   | 中御門天皇   |                                                                       |  |
| なかやま かねちか 中山 兼親                         | 羽林家   | 正二位 → 従一位 前権大納言      | 享保19年（1734年）10月24日 准大臣宣下 - 翌日死去 （50）                        | 中御門天皇   |                                                                       |  |
| むしゃのこうじ さねかげ 武者小路 実陰               | 羽林家   | 正二位 → 従一位 前権大納言      | 元文3年（1738年）9月26日 准大臣宣下 - 元文3年（1738年）9月30日 死去 （78）     | 桜町天皇     | - 大歌人                                                              |  |
| はむろ よりたね 葉室 頼胤                           | 名家     | 従一位 前権大納言               | 明和8年（1771年）8月1日 准大臣宣下 - 安永5年（1776年）5月2日 死去 （80）       | 後桃園天皇   |                                                                       |  |
| ひろはし かつたね 広橋 勝胤                         | 名家     | 従一位 前権大納言               | 安永5年（1776年）12月25日 准大臣宣下 - 天明元年（1781年）8月9日 死去 （67）    | 後桃園天皇   |                                                                       |  |
| まつのき むねなが 松木 宗長                         | 羽林家   | 正二位 → 従一位 前権大納言      | 安永7年（1778年）1月15日 准大臣宣下 - 安永7年（1778年）1月19日 死去 （69）     | 後桃園天皇   |                                                                       |  |
| ひろはし これみつ 広橋 伊光                         | 名家     | 従一位 前権大納言               | 文化10年（1813年）9月20日 准大臣宣下 - 文政6年（1823年）4月4日 死去 （79）     | 光格天皇     |                                                                       |  |
| とくがわ はるさだ 徳川 治済 （一橋 治済）           | 御三卿   | 入道 従一位 前権大納言          | 文政8年（1825年）7月18日 准大臣宣下 - 文政10年（1827年）2月20日 死去 （77）    | 仁孝天皇     | - 武家官位 - 出家後の宣下 - 11代将軍徳川家斉の実父                    |  |
| ひの すけなる 日野 資愛                             | 名家     | 従一位 前権大納言               | 弘化2年（1845年）10月28日 准大臣宣下 - 弘化3年（1846年）3月2日 死去 （67）     | 仁孝天皇     |                                                                       |  |
| ひろはし みつしげ 広橋 光成                         | 名家     | 従一位 前権大納言               | 文久2年（1862年）閏8月5日 准大臣宣下 - 翌日死去 （66）                         | 孝明天皇     |                                                                       |  |
| なかやま ただやす 中山 忠能                         | 羽林家   | 正二位 → 従一位 議定 前権大納言 | 慶応4年（1868年）閏4月26日 准大臣宣下 - 明治21年（1888年）6月12日 死去 （81）  | 明治天皇     | - 明治天皇の外祖父                                                    |  |
|                                                     |          |                                 |                                                                                |              |                                                                       |  |
| 贈准大臣                                            | 家格     | 生前の極位極官                  | 贈官日と死没日                                                                 | 贈官時の天皇 | 備考                                                                  |  |
| かじゅうじ まさあき 勧修寺 政顕                     | 名家     | 入道 従二位 前権中納言          | 天文9年（1540年）7月28日 贈准大臣 - 大永2年（1522年）7月28日 死去 （71）       | 後奈良天皇   | - 後奈良天皇の岳父 - 出典：『諸家伝』                                 |  |
| おおぎまちさんじょう きんなか 正親町三条 公仲       | 大臣家   | 正三位 前権中納言               | 慶長5年（1600年）6月26日 贈准大臣 - 文禄3年（1594年）6月26日 死去 （38）       | 後陽成天皇   | - 出典：『続史愚抄』                                                  |  |
| やなぎわら あつみつ 柳原 淳光                       | 名家     | 従一位 前権大納言               | 慶長18年（1613年）8月11日 贈准大臣 - 慶長2年（1597年）8月11日 死去 （57）      | 後水尾天皇   | - 出典：『続史愚抄』                                                  |  |